# Distretto di Chandauli
Chandauli è un distretto dell'India di 1 639 777 abitanti. Capoluogo del distretto è Chandauli.